# Liése Brancão
Célia Liése Brancão Ribeiro (* 9. September 1981 in Novo Hamburgo) ist eine brasilianische Fußballtrainerin und ehemalige Fußballspielerin.

## Karriere

### Als Spielerin
Liése Brancão wurde in Novo Hamburgo im brasilianischen Bundesstaat Rio Grande do Sul geboren und studierte an der Universidade Feevale in ihrer Heimatstadt. Ab 1996 spielte sie beim Sport Club Internacional in Porto Alegre und 2001 bei Sociedade Esportiva Palmeiras in São Paulo.
2004 kam sie nach Österreich, wo sie bis 2012 beim USV Neulengbach spielte. In ihre Laufbahn bei diesem Verein fielen einige Meistertitel und Cup-Erfolge. Gegen Ende ihrer Spielerlaufbahn wechselte sie 2014 zum USC Landhaus Wien.

### Als Trainerin
Nach dem Ende ihrer aktiven Karriere wechselte sie 2014 auf die Trainerbank und war als Spielertrainerin in der zweiten Mannschaft des USV Neulengbach aktiv. In der Spielsaison 2015/16 bildete sie gemeinsam mit Maria Gstöttner beim USV Neulengbach das Trainerduo.
2016 wurde sie sportliche Leiterin bei den SKN Frauen in St. Pölten und assistierte Spielertrainerin Fanni Vágó. Unter Cheftrainerin Brancão qualifizierten sich die SKN Frauen für die Gruppenphase der UEFA Women’s Champions League in den Saisonen 2022/23, 2023/24 und 2024/25. Im Dezember 2022 gab der SKN St. Pölten ihre Vertragsverlängerung bis 2026 bekannt. Nach Irene Fuhrmann und Maria Wolf wurde sie 2024 als dritte Trainerin in Österreich in den Kurs für das UEFA-Pro-Diplom aufgenommen.
Im Dezember 2024 wurde bekanntgegeben, dass sie den SKN mit sofortiger Wirkung verlässt. Ihr letztes Spiel war am 18. Dezember 2024 in der Champions-League gegen Hammarby. Insgesamt saß seit sie 2016 bei 229 Spielen auf der SKN-Betreuerbank und erreichte mit dem SKN sieben Meister- und sechs Cuptitel sowie drei Teilnahmen an der Champions-League. Als Cheftrainerin folgte ihr ihre bisherige Assistentin Lisa Alzner nach. Im April 2025 wurde sie vom Hamburger SV als Cheftrainerin ab der Saison 2025/26 vorgestellt.